# فيرناندو باتيرنوستر
فيرنانديو باتيرنوستر (بالإسبانية: Fernando Paternoster)‏ (24 مايو 1903 – 6 يونيو 1967) لاعب ومدرب كرة قدم أرجنتيني ساهم في تطوير كرة القدم في بلدان قارة أمريكا الجنوبية أمثال كولومبيا والإكوادور .
بدأ باتيرنوستر مسيرته الرياضية ناشئا في نادي أتلتيكو أتلانتا في سنة 1919 . انخرط في فريق الكبار سنة 1921.
في سنة 1926 انتقل إلى نادي راسينغ واستمر معه إلى سنة 1932 .
باتيرنوستر كان جزءا من قائمة منتخب الأرجنتين الذي شارك في دورة الألعاب الأولمبية 1928 التي أقيمت في العاصمة الهولندية أمستردام واحتل فيها المركز الثاني خلف منتخب الأوروغواي. في السنة التالية ساهم في تتويج منتخب بلاده ببطولة كأس أمريكا الجنوبية . في سنة 1930 شارك في بطولة كأس العالم التي احتل فيها المركز الثاني خلف منتخب الأوروغواي مجددا . في المجمل شارك باتيرنوستر في 16 مباراة دولية مع منتخب الأرجنتين .
في سنة 1936 لعب مباراة واحدة فقط مع نادي أرجنتينوس جونيورز .

## المسيرة التدريبية
أصبح باتيرنوستر مدربا لنادي ميلوناريوس الكولومبي سنة 1937 وفي السنة التالية تم تعيينه مدربا لمنتخب كولومبيا. في سنة 1954 قاد نادي أتليتيكو ناسيونال للفوز ببطولة الدوري الكولومبي. في السنوات اللاحقة ساهم في تطوير كرة القدم الإكوادورية عندما كان مدربا لنادي إميليك في الستينات حيث قادهم لتحقيق بطولة الدوري في سنة 1965.

## وصلات خارجية
- فيرناندو باتيرنوستر على موقع الاتحاد الدولي (مؤرشف)  (الإنجليزية)
- فيرناندو باتيرنوستر على موقع قاعدة بيانات كرة القدم.إي يو (الإنجليزية)
- فيرناندو باتيرنوستر على موقع أوليمبيديا (الإنجليزية)

- السيرة الذاتية